# Armina juliana
Armina juliana is een slakkensoort uit de familie van de Arminidae. De wetenschappelijke naam van de soort is voor het eerst geldig gepubliceerd in 2002 door Ardila & Diaz.